# Anthidiellum ramakrishnae
Anthidiellum ramakrishnae är en biart som först beskrevs av Cockerell 1919.  Anthidiellum ramakrishnae ingår i släktet Anthidiellum och familjen buksamlarbin. Inga underarter finns listade i Catalogue of Life.